# Pamir (Schiff)
Die Pamir war eine 1905 für die Hamburger Reederei F. Laeisz gebaute Viermastbark (Viermastsegelschiff). Sie wurde traditionsgemäß auf einen mit „P“ beginnenden Namen getauft, auf den des zentralasiatischen Pamir-Gebirges und gehörte zu den wegen ihrer Geschwindigkeit und Zuverlässigkeit berühmten Flying P-Linern.
1932 gewann sie die Weizenregatta, eine Wettfahrt von Großseglern auf Frachtfahrt von Australien nach Europa.
1949 umrundete die Pamir als letzter Windjammer ohne Hilfsmotor Kap Hoorn auf Frachtfahrt. In den 1950er Jahren wurde sie, ebenso wie die Passat, als frachtfahrendes Segelschulschiff für die deutsche Handelsschifffahrt eingesetzt. Die beiden Schiffe waren die letzten frachtfahrenden Großsegler Deutschlands und, zusammen mit der Omega, die letzten drei dieser Art weltweit.
Die Pamir sank am 21. September 1957 in einem Hurrikan. Dabei kamen 80 der 86 Besatzungsmitglieder, unter ihnen viele jugendliche Kadetten, ums Leben. Der Untergang und die nachfolgende Rettungsaktion fanden große Beachtung in den internationalen Medien. Die Unglücksursache ist bis heute umstritten: Horst Willner, Anwalt des Eigners, der Stiftung Pamir und Passat, der Reederei Zerssen und ab dem Berufungsverfahren auch der Witwe des Kapitäns Diebitsch, durfte in der Verhandlung vor dem Seeamt Lübeck nur auf gestellte Fragen antworten und argumentierte für ein Leckschlagen des Schiffes im Sturm, eine Position, die er auch in einem erstmals 1991 erschienenen Buch deutlich machte. Otto Hebecker, der von der Reederei für die Verhandlung beauftragte Sachverständige, vertrat den Standpunkt, dass die Pamir im Sturm auf jeden Fall gesunken wäre, egal welche Sicherheitsmaßnahmen die Besatzung ergriffen hätte. Hebecker wurde jedoch vom Vorsitzenden Ekhard Luhmann, der andere Gutachter berief, nicht angehört. Das Seeamt Lübeck entschied schließlich auf eine falsche Stauung der Gersteladung, die verspätete Reduzierung der Segelfläche im Sturm und einkommendes Wasser durch unverschlossene Schiffsöffnungen.
Der letzte große deutsche Frachtsegler, die Passat, entging nur wenige Wochen später, ebenfalls mit einer im Sturm verrutschten Getreideladung, einem ähnlichen Schicksal und wurde daraufhin aufgelegt. Das alles führte international zu einer Verschärfung der Sicherheitsvorschriften für Großsegler und Schulschiffe. Der nunmehr letzte frachtfahrende Rahsegler, die unter peruanischer Flagge fahrende Omega, ging schließlich 1958 unter, neun Monate nach der Pamir.

## Schiffsgeschichte

### Stapellauf und Salpeterfahrten
Die Pamir wurde von der Hamburger Werft Blohm & Voss unter Bau-Nr. 180 als Dreiinselschiff in weichem Siemens-Martin-Stahl gebaut (d. h.: der genietete Rumpf, die Decks und die Masten waren aus Stahl) und war der von sechs dort georderten Viermastbarken der Petschili am ähnlichsten. Am 29. Juli 1905 lief sie nach der Schiffstaufe um 15 Uhr in Hamburg vom Stapel. Das Schiff maß damals 3.020 Bruttoregistertonnen, führte bis 4.000 Quadratmeter Segel und wurde am 14. September 1905 von der Reederei F. Laeisz in Dienst gestellt. Ursprünglich als Fünfmastvollschiff bestellt, die Materialstärken bei Änderung des Bauauftrags jedoch beibehalten, war sie die stabilste der letzten acht für F. Laeisz gebauten Viermastbarken, die wegen ihrer ähnlichen Größe und Formgebung „Die acht Schwestern“ genannt wurden, obwohl streng genommen nur zwei Paare von echten Schwesterschiffen darunter waren (Peking und Passat sowie Pola und Priwall). Am 31. Oktober 1905 lief die Pamir unter Kapitän Carl Martin Prützmann, nachdem dieser auch den Bau überwachend begleitet hatte, aus dem Hamburger Hafen zu ihrer ersten Reise nach Südamerika aus. 1905–1906 absolvierte sie zwei Fahrten von Lizard Point nach Valparaíso in 70 bzw. 64 Tagen. Nach Prützmann übernahm von 1908 bis 1911 Heinrich Horn das Kommando über das Schiff.

Stapellauf der Pamir 1905 auf der Werft von Blohm & Voss

Neun Jahre lang wurde die Pamir auf Salpeterfahrten nach Nord-Chile (Südamerika) eingesetzt, auf denen sie den damals für Düngemittel und Pyrotechnik wichtigen Grundstoff Natriumnitrat (Chilesalpeter) nach Europa transportierte. In dieser Zeit umrundete sie achtzehnmal das wegen seiner extremen Wetterbedingungen gefürchtete Kap Hoorn. Die Mannschaftsstärke auf den Viermastbarken der Reederei Laeisz lag damals normalerweise bei 32 bis 34 Mann, doch wurde zumindest ein Fall bekannt, dass für die (allerdings etwas weniger gefürchtete) West-Ost-Umsegelung von Kap Hoorn nur 18 Mann zur Verfügung standen. Dem damals geäußerten Verlangen der Matrosen, die Mannschaft um eine Frau aufzustocken, entsprach der Schiffsführer indes nicht – die harte Arbeit im Rigg wurde als für das weibliche Geschlecht unzumutbar angesehen; zudem galt die Anwesenheit lediger Frauen als potentielle Gefahr für den Frieden an Bord. Von Mai 1911 bis März 1912 lief die Pamir unter dem Kommando von Robert Miethe, 1912–1913 unter Gustav A. H. H. Becker und dann bis 1914 unter Wilhelm Johann Ehlert.

### Erster Weltkrieg

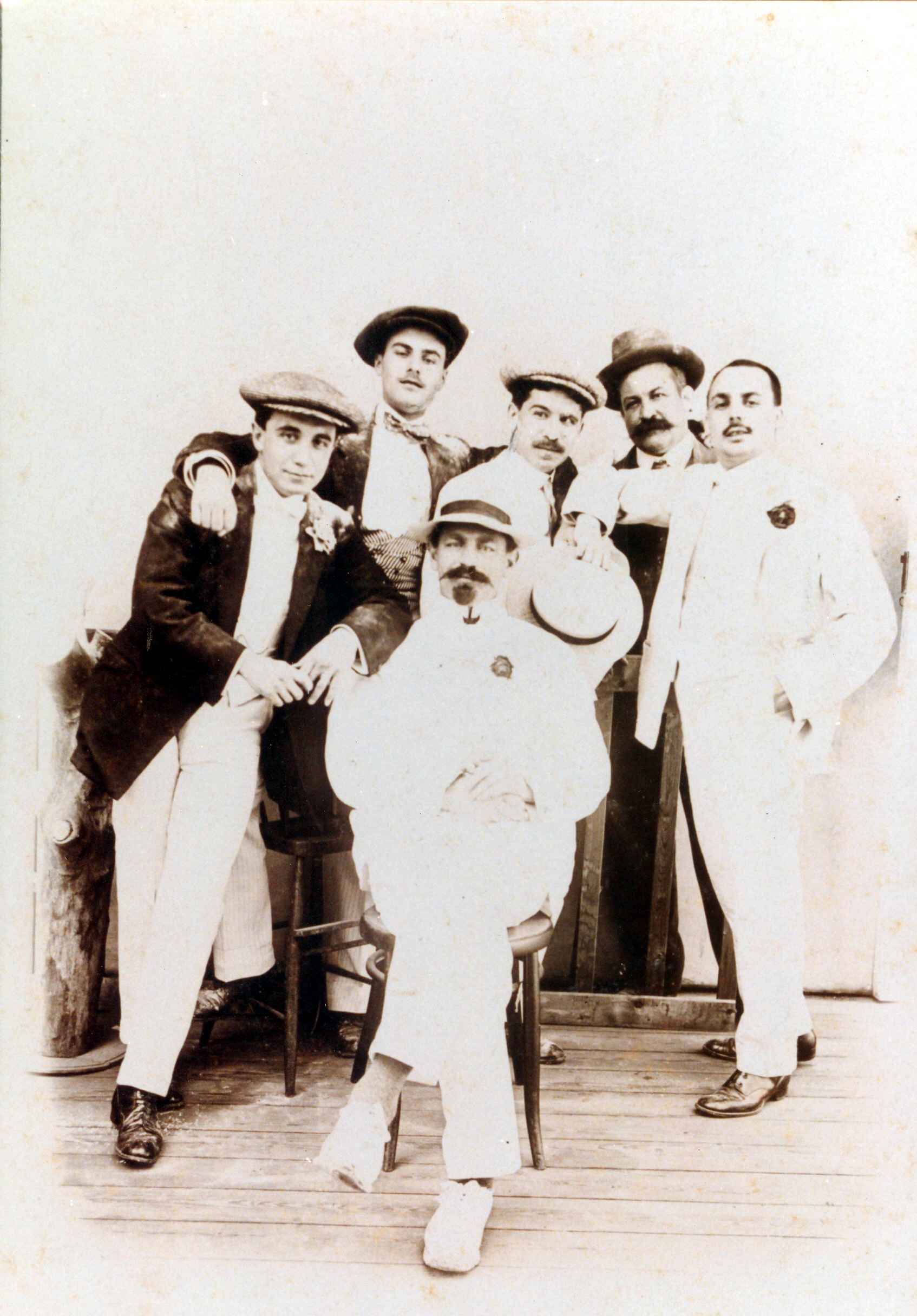
Kapitän Jürs in Zivil mit Einwohnern von La Palma

Nach bestandener Inspektion (Antwerpen, Anfang Februar) von Hamburg aus am 1. März 1914 nach Valparaíso in See gegangen und seit dem 17. Juli 1914 von Taltal aus heimwärts unterwegs, traf die Pamir am 1. September 1914 in Äquatorhöhe auf ein französisches Segelschiff, das mittels Flaggensignalen den Kriegszustand meldete. Erst am 15. September erfuhr die Pamir-Besatzung dazu mehr, und zwar von dem ihr im Nordatlantik auf 27° N, 32° W begegnenden deutschen Dampfer Macedonia, der, auf dem Weg von New Orleans Richtung Cadiz, sich zunächst als holländische Sommelsdijk II ausgegeben hatte. Da aufgrund der zu erwartenden Blockade des Ärmelkanals die Pamir mit ihrer Besatzung von 36 Mann nicht sicher nach Deutschland hätte zurückkehren können, führte Kapitän Jürgen Jürs das Schiff am 1. Oktober 1914 auf die Reede vor Santa Cruz auf der kanarischen Insel La Palma, wo man wieder mit der vom 15. Oktober bis 18. November dort ankernden Macedonia zusammentraf, die im Weiteren wegen ihrer von England nun als „kriegswichtig“ angesehenen Ladung (zur Versorgung der zum Hilfskreuzer umfunktionierten Kronprinz Wilhelm) noch einiges an diplomatischen Bewegungen verursachte. Nach Information von Zeitzeugen wurde der Pamir mit Einverständnis der Hafenverwaltung der geeignetste Ankerplatz zur Verfügung gestellt. Offizielles wurde unter Hinzuziehung eines Dolmetschers ausgehandelt, der Kontaktmann zum Deutschen Afrika-Dienst und Angestellter des vor Ort gewählten Schiffsagenten war. So sollte in den Gewässern des seit dem 7. August neutralen Spanien abgewartet werden. Im Laufe der folgenden sechs Jahre entwickelte sich, ungeachtet gewisser Spannungen kurz vor Kriegsende 1918, ein herzliches Verhältnis zur ansässigen Bevölkerung. Zwei der Besatzungsmitglieder heirateten denn auch während des Aufenthaltes Frauen aus La Palma.
Das Andenken an Schiff und Mannschaft wird in La Palma bis heute wachgehalten: Im Archivo General de La Palma sind Fotos von der Zeit des Aufenthaltes zu finden, in der Hemerothek der Real Sociedad Cosmológica werden lokale Presseberichte dazu aufbewahrt, und im Marinemuseum Santa Cruz de la Palma (Museo Naval) sind sowohl Fotos als auch Erinnerungsstücke ausgestellt. Der Dichter (und spätere kommunistische Politiker) José Miguel Pérez (1896–1936) schrieb über das Schiff ein Gedicht, das im Januar 1919, kurz nach Kriegsende, in der örtlichen Zeitschrift Verdún abgedruckt wurde. Wo am südlichen Ende der Stadt die Straße ins Hafengelände führt, liegt noch heute ein Anker mit zwei Schäkeln, den die Mannschaft Anfang März 1918 vom Meeresgrund geborgen hatte. Zum 60. Jahrestag des Untergangs der Pamir wurde am 19. September 2017 in der Empfangshalle des Hafengebäudes eine Gedenktafel enthüllt.

### Zwischen den Weltkriegen
Erst 1920 erlaubten die Siegermächte, dass die Pamir den noch immer geladenen Salpeter nach Hamburg transportierte, bevor sie als Reparationsleistung an Italien abgetreten werden sollte. Von der Mannschaft vor Beginn des Krieges waren allerdings nur 17 Seeleute übrig (vgl. und), und die Schiffsausrüstung benötigte dringend eine Instandsetzung. Die Pamir verließ Santa Cruz de La Palma am 4. März 1920 nach einem Abschiedsfest mit Honoratioren im Hotel Cuba in Richtung Santa Cruz de Tenerife auf Teneriffa, wo sie am 6. März 1920 eintraf. Mit erneuertem Material und verstärkter Mannschaft, darunter mehrere Seeleuten aus La Palma und Teneriffa, trat das Schiff, zur Reise nunmehr abgefertigt vom deutschen Konsul Jacob Ahlers, schließlich am 10. März 1920 die Weiterfahrt an und erreichte Hamburg am 10. April 1920. Schon am 22. April fand die seeamtliche Verhandlung des Todes zweier Matrosen (H. Madsen und A. Grymel) statt, die auf dem Hinweg von Hamburg nach Chile über Bord gegangen waren. Kapitän Jürs ließ es sich dann später im August, während der ersten Reise der Priwall (begonnen am 24. Juli 1920 mit 200 Seeleuten nach Chile, um für die dort internierten und rückzuführenden Laeisz-Segler Mannschaften bereitzustellen) nicht nehmen, La Palma mit einem Gruß zu ehren.
Die Pamir wurde nach Löschen der Ladung und den darauf folgenden Reparaturarbeiten in „Stülckens Dock“ an Italien ausgeliefert. Zwischen dem 5. und dem 7. Juli 1921 verließ sie ihren Liegeplatz in Hamburg mit einer Kohleladung nach Genua. Angeblich soll sie von Schleppern via Rotterdam weiter ins Mittelmeer gezogen und dann aufgelegt worden sein.
Im November 1923 gelang es der Reederei F. Laeisz auch, nachdem sie zwischenzeitlich schon die Peiho, Parma, Passat, Pinnas und die Peking für Beträge zwischen 3.000 und 13.000 Pfund Sterling wieder in Besitz gebracht hatte, die Pamir für nur 7.000 £ zurückzuerwerben. Nachdem sie von Ende 1918 bis Februar 1924 nicht mehr in Lloyd’s Register geführt war, verließ die Viermastbark am 29. Februar den Hafen von Genua, wo sie instand gesetzt worden war und erreichte am 26. März 1924 unter Ballast wieder ihren Heimathafen Hamburg. Nach den entsprechenden Reparaturen wurde sie ab 12. Mai erneut im Salpetertransport zwischen Chile und Europa eingesetzt. Auf der zweiten Reise nach dem Krieg geriet die Pamir am 20. Dezember 1925 von Hamburg kommend bei einem schweren Wintersturm im Ärmelkanal in arge Bedrängnis. Bei auflandigem Wind musste sie sich von Land freikreuzen und nach Verlust von drei Mann, beiden Ankern und zahlreichen Segeln am 7. Januar 1926 Falmouth als Nothafen anlaufen. 1927 erhielt sie noch die Genehmigung für die Nutzung der Innenkammern als Mannschaftslogis. Im Januar 1929, als das Schiff querab von Folkestone ankern musste, brachen die Ketten, und in orkanartigen Böen kämpfte es sich schließlich unter großen Mühen von Land frei und lief dann Rotterdam an.
Als die Salpeterfahrten durch die Möglichkeit, Kaliumnitrat (mittels Haber-Bosch- sowie Ostwald-Verfahren) für Stickstoffdünger und Sprengstoff in Europa selbst zu produzieren, zunehmend unrentabel wurden, war auch das Ende der großen Segelschiffe in diesem Geschäft gekommen, und so löschte die Pamir 1931 im französischen Bordeaux ihre letzte Salpeterladung und traf anschließend am 28. Juli unter Ballast im Hamburger Hafen ein.
Für 60.000 Reichsmark wurde die Pamir danach an den Reeder Gustaf Erikson aus dem finnischen Mariehamn (Ålandinseln) verkauft und ging am 6. November 1931 in dessen Besitz über. Der Finne gehörte zu den letzten großen Segelschiffsreedern und schaffte es aufgrund extrem knapper Kalkulation, seine Frachtsegler noch rentabel zu betreiben. Die Funkanlage wurde ausgebaut, das sparte die Kosten für den Funker. Da die Versicherungsprämien pro Jahr dem Kaufpreis von ein bis zwei Schiffen entsprochen hätten, fuhren die Schiffe denn auch in vielen Fällen unversichert.
Am 20. November 1931 verließ die Pamir unter finnischer Flagge den Hamburger Hafen mit Kurs auf Australien, um hier eine Weizenladung zu übernehmen und sie nach Europa zu transportieren. 1932 gewann die Pamir die Weizenregatta, eine Wettfahrt von Großseglern auf Frachtfahrt von Australien nach Europa. Nach mehreren weiteren Weizentransporten und Teilnahme an insgesamt sieben Weizenregatten wurde sie ab 1937 für Transporte von Guano und Nickelerz, Wolle, Kohle und anderen Ladungen eingesetzt. Im Juli 1937 startete sie so unter Ballast von Kingston upon Hull, umrundete das Kap der Guten Hoffnung und kam im Oktober in Mahé (Seychellen) an, wo sie dann mit Guano für Auckland beladen wurde, das sie am 23. Januar 1938 schließlich erreichte.

### Zweiter Weltkrieg
Am 30. November 1939 griff die Sowjetunion Finnland an und verhängte eine Blockade über die finnischen Gewässer, woraufhin die Pamir in Göteborg (Schweden) aufgelegt wurde. Unmittelbar nach Finnlands Waffenstillstand mit der Sowjetunion am 14. März 1940 konnte das Schiff wieder in Fahrt gebracht werden. Es segelte für einen Charter unter Ballast nach Bahía Blanca in Argentinien, doch bei der Ankunft dort war der Auftrag widerrechtlich aufgehoben worden. Die Pamir lag daraufhin vor dem Hafen von Bahía Blanca auf Reede, bis es gelang, erneut zwei Guanotransporte zwischen den Seychellen im Indischen Ozean und Neuseeland durchzuführen.

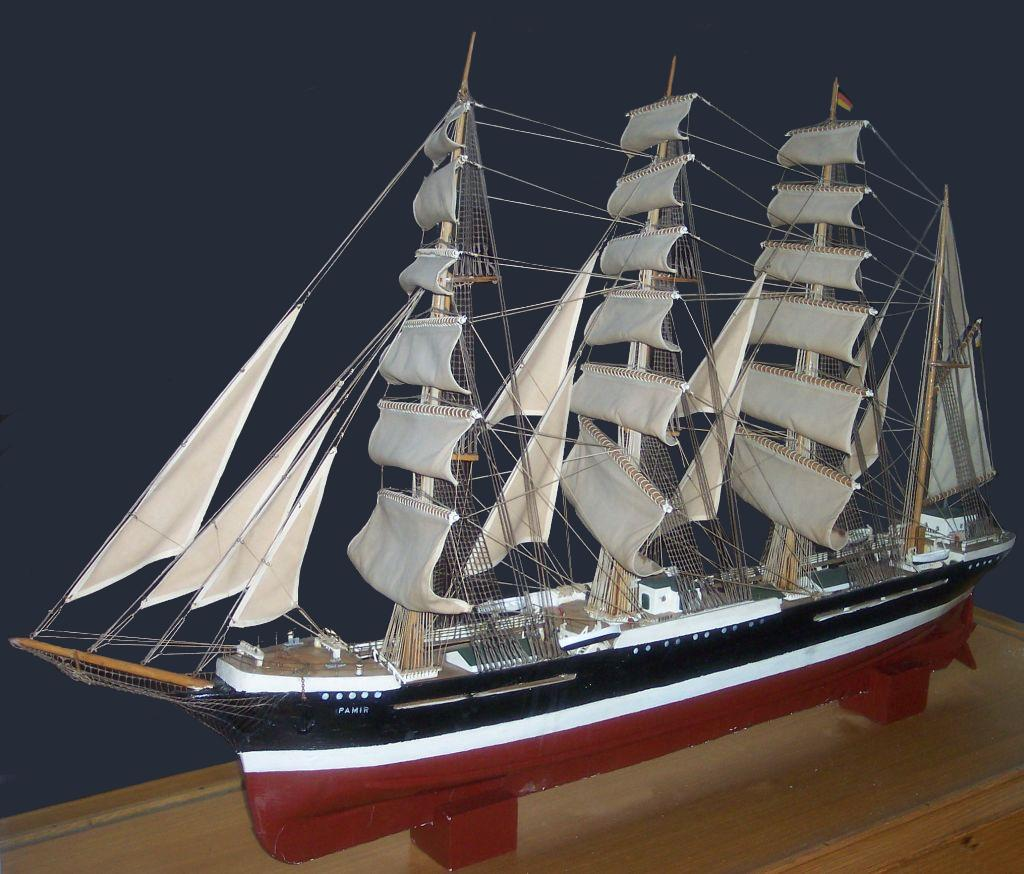
Modell der Pamir in den Farben der Laeisz-Schiffe, die sie auch später trug (mit rotem Unterwasserschiff)

Nach dem Kriegseintritt Finnlands auf Seiten des Deutschen Reichs Anfang 1941 beschlagnahmte Großbritannien alle finnischen Schiffe in seinen Hoheitsgewässern und bat auch Neuseeland um ein entsprechendes Vorgehen. Am 3. August 1941 wurde die damals von Kapitän Verner Björkfelt geführte Pamir daraufhin im Hafen von Wellington (Neuseeland) von einem neuseeländischen Zollbeamten als Prise beschlagnahmt. Von nun an segelte die Bark unter neuseeländischer Flagge und wurde während des Krieges zu einer Art „maritimem Maskottchen“ des Landes. Das Heck des Schiffes trug in dieser Zeit weiterhin den Schriftzug Mariehamn, den Namen seines letzten Heimathafens. Im Februar 1942 kam eine neuseeländische Besatzung an Bord, allerdings blieben auch einige der Besatzungsmitglieder aus Finnland und von den Ålandinseln in den folgenden Jahren dabei. Am 30. März 1942 verließ die Pamir so erstmals den Hafen von Wellington und fuhr für die Reederei Union Steam Ship Company of New Zealand nach Wiedereinbau einer Funkanlage insgesamt zehn Transporte, davon acht zwischen Neuseeland und der Westküste Amerikas (erst fünf nach San Francisco, dann drei nach Vancouver), eine Fahrt nach Sydney und eine Weltumsegelung von Oktober 1947 bis Oktober 1948.
Auf der fünften Fahrt von Wellington über San Francisco zurück nach Wellington (Oktober 1944 bis März 1945) begegnete die Pamir am 12. November 1944 zwischen Hawaii und der Westküste der USA auf Position 24° 31′ N, 146° 47′ W einem U-Boot, das zunächst gerade auf den Windjammer zuhielt. Weder U-Boot noch Großsegler zeigten ihre Nationalität, wodurch unklar war, ob es sich um einen Feind handelte. Die unbewaffnete Pamir bot ein leichtes Ziel, und die Besatzung machte bereits die Rettungsboote klar. Der damalige Kapitän, Roy Champion, wollte wenigstens versuchen, das U-Boot durch einen Kurswechsel zu rammen, wenn es noch etwas näher gekommen wäre. Doch in zwei Meilen Entfernung drehte es ab und verschwand. Ungeklärt blieb, warum es weder das Feuer eröffnete noch freundlichen Kontakt aufnahm, zumal laut US-Angaben kein amerikanisches U-Boot zu diesem Zeitpunkt in dem Gebiet war – das könnte auf ein U-Boot unter der Flagge Japans schließen lassen, mit dem sich Neuseeland im Kriegszustand befand. Einer der Erklärungsversuche geht dahin, dass das U-Boot unvorbereitet gewesen sei – immerhin ist ein unmotorisiertes Segelschiff von einem Sonar kaum zu entdecken. Vielleicht waren die Torpedos nicht gefechtsbereit gewesen und übergehende See hätte den Gebrauch eines Deckgeschützes verhindert. Eine andere Möglichkeit ist, dass der U-Boot-Kommandant den Windjammer freiwillig ziehen ließ. In diesem Fall könnte es sich um das japanische I-12 gehandelt haben. Zumindest könnte dies erklären, warum die Begebenheit von japanischer Seite nie bestätigt werden konnte, da I-12 von dieser Reise nicht mehr zurückkehrte.
Die erste Reise nach Vancouver ging von April bis August 1945.

### Nach dem Zweiten Weltkrieg
Auch nach Beendigung des Krieges am 2. September 1945 wurden die Transportfahrten weiter fortgesetzt, obwohl der Reeder Gustaf Erikson seine Ansprüche auf das Schiff geltend machte. Daneben war die Nutzung zur Ausbildung des Seemannsnachwuchses – wie auch schon unter finnischer Flagge – ständig im Gespräch. Am 18. September 1945 gab es einen kleinen Zwischenfall und vier Tage später startete die zweite Fahrt von Wellington nach Vancouver, Ankunft dort am 30. November, zurück im März 1946. Die dritte Fahrt nach Vancouver und zurück dauerte von Mai bis Oktober 1946. Es folgte noch eine andere Fahrt, beginnend im November 1946 in Wellington über Lyttelton und Sydney, zurück nach Wellington im April 1947. Im Hafen von Sydney war die Pamir als ältestes Schiff das Flaggschiff der Regatta, die am 27. Januar zum 111. Mal veranstaltet wurde. Aufgrund des immer größeren Konkurrenzdrucks war es zu dieser Zeit kaum noch möglich, kostendeckende Transporte für das Schiff zu finden. Doch da kam ein Auftrag, eine Ladung Wolle nach London zu bringen, und so startete erstmals seit einem Vierteljahrhundert im Oktober 1947 wieder ein Großsegler mit Wolle aus Neuseeland um Kap Hoorn nach Europa. Beim Einlaufen in britische Gewässer (Dezember 1947) erlebte die Pamir einen triumphalen Empfang. In London kamen am 3. März 1948 sogar Prinzessin Elisabeth, die spätere Königin Elisabeth II. und ihr Ehemann Philip, Duke of Edinburgh, an Bord. Am 20. April 1948 verließ die Pamir London, segelte am 1. Mai 1948 von Antwerpen ab, erreichte am 18. August 1948 Auckland und schließlich im Oktober 1948 wieder Wellington, nachdem sie einmal die Erde umrundet hatte. Es war die zehnte und letzte Reise der Pamir unter neuseeländischer Flagge. Am 27. September 1948 gab der neuseeländische Ministerpräsident Peter Fraser bekannt, dass der Segler an die Reederei des 1947 verstorbenen Erikson zurückgegeben werde. Offiziell sollte Neuseeland damit einen Teil der Tonnageverluste ausgleichen, die Finnland im Krieg erlitten hatte.

### Nochmals finnische Flagge, „Rat Ship“, nach Belgien
Am 12. November 1948 wurde die Pamir feierlich wieder unter finnische Flagge und das Kommando von Kapitän Verner Björkfelt (1900–1982) gestellt. Dieser hatte sie bis zur Prisennahme geführt und sollte sie jetzt wieder nach Europa zurücksegeln. Trotz der schwierigen Zeiten für Segelfrachtschiffe gelang es der Reederei, noch einmal einen Auftrag für eine Getreideladung nach Europa zu bekommen. Die Pamir verließ Wellington unter Ballast am 31. Januar 1949 Richtung Port Victoria, wo sie am 6. März zwei Meilen von Land in der Bucht vor Anker ging. Nachdem der Ballast entladen war, gab die Inspektion das Schiff zur Beladung mit Gerste in Säcken frei, woraufhin die Pamir ebenso wie die auch der Reederei Erikson gehörende Passat ihre Fracht für eine Brennerei in Schottland übernahmen.
Mit dem Auslaufen der Pamir am 28. Mai 1949 begann die letzte Weizenregatta, wobei sie bald in einen Sturm geriet und von der Passat überholt wurde. Am 11. Juli 1949 um 1:00 Uhr nachts umrundete die Pamir, beladen mit 60.000 Sack zu je 80 Kilo, zum 36. Mal Kap Hoorn und war damit der letzte Windjammer ohne Hilfsmotor, der das Kap auf Frachtfahrt umfuhr (siehe auch: Kap Hoornier). Am 2. Oktober 1949 erreichte sie Falmouth, das sie am 5. Oktober Richtung Penarth (Wales) verließ, wo sie am 7. Oktober eintraf und sodann für sechs Monate vom britischen Ernährungsministerium als Getreidedepot genutzt wurde. Am 4. April 1950 wurde sie zwecks Entladen zu den „Rank Mills“ in den nahegelegenen Barry Docks verlegt, nachdem die zuständigen Inspektoren in Penarth Ratten an Bord vermutet hatten. Auf der Passat war beim Löschen der Ladung nur eine einzige Ratte an Bord gefunden worden. Am 18. April wurden erstmals die Ladeluken der Pamir geöffnet, aber wegen der großen Anzahl von Ratten gleich wieder verschlossen. Während des bis zum 9. Mai dauernden Leerens wurden alle erdenklichen Vorsichtsmaßnahmen ergriffen, damit die Ratten nicht auf die Docks kamen. Mit Schaufeln, Hunden und auch freiwilligen Helfern wurden sie nun bekämpft; nach drei Wochen waren so 4501 erwachsene Tiere erlegt. Durch anschließendes Vergasen mit Blausäure wurden weitere 3395 zur Strecke gebracht, insgesamt also 7896 – Hunderte von Nestern mit Jungtieren nicht gerechnet. Penarth war danach die letzte Station dieser Reise.
Für die Reederei Erikson lohnte sich der Betrieb beider Schiffe nicht mehr. Im Dezember 1950 wurde die Pamir ebenso wie die bauähnliche Passat, welche die letzte Wettfahrt für sich hatte entscheiden können, für je 20.000 Pfund an belgische Abwracker (Werft Van Loo, Antwerpen) verkauft.

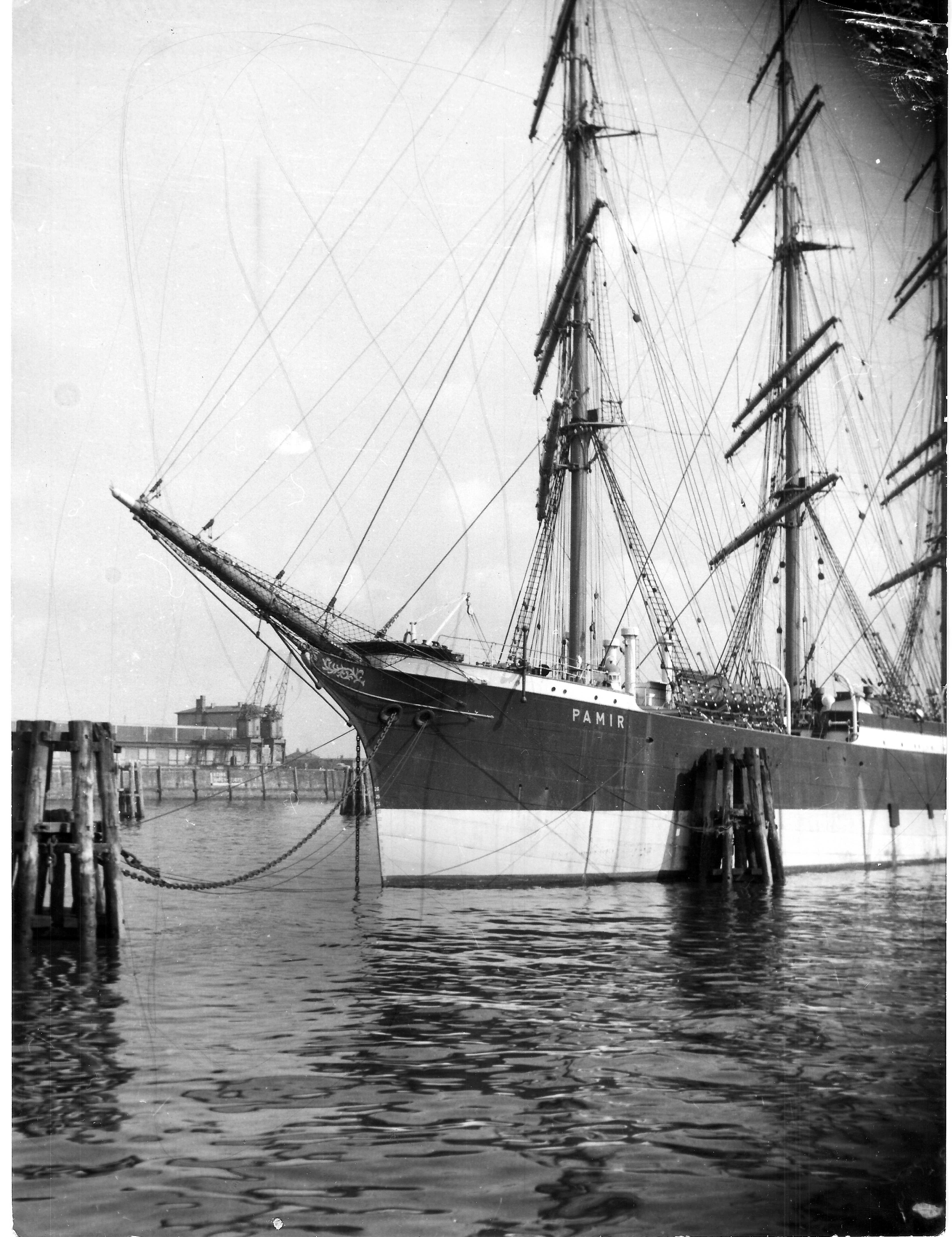
Die Pamir im Hamburger Hafen 1953

### Wieder unter deutscher Flagge
In Deutschland warb vor allem Kapitän Helmut Grubbe, der selbst einmal auf der Pamir gefahren war, mittlerweile dafür, nach dem Zweiten Weltkrieg wieder Segelschulschiffe einzusetzen. Er konnte den Lübecker Reeder Heinz Schliewen für die Idee gewinnen, die traditionsreichen Großsegler Pamir und Passat zu erhalten und auf ihnen zugleich angehende Schiffsoffiziere auszubilden. Schliewen kaufte die beiden Schiffe am 1. Juni 1951 für 1,2 Millionen DM von den belgischen Abwrackern und holte sie nach Travemünde, wo sie am 10. Juni eintrafen. Kapitän Grubbe wurde bei der Reederei zum „Inspekteur für Segelfahrt“.
Das Bundesverkehrsministerium hatte indes einen „Arbeitsausschuss Segelschulschiffe“ gegründet, der für den Betrieb der beiden Viermastbarken zeitgemäße Sicherheitsgrundsätze ausarbeitete. Mit Unterstützung der Bundesregierung wurden umfangreiche Umbauarbeiten durchgeführt, die in erster Linie dem sicheren Betrieb der Schiffe dienen sollten. So wurden für die Reederei Breyer & Co (im Alleinbesitz von H. Schliewen) unter anderem eine Antriebsmaschine eingebaut, um die Manövrierfähigkeit zu verbessern, eine zeitgemäße Funkanlage installiert und außerdem mehr Platz für Unterkünfte geschaffen. Am 15. Dezember 1951 fanden die ersten Probefahrten statt. Am 10. Januar 1952 legte die Pamir von Hamburg zu ihrer ersten Reise – mit dem Ziel Ostküste Südamerikas – ab. Im Atlantik versagte allerdings die Maschine, so dass die Pamir die Reise allein unter Segeln fortsetzen musste. Schon nach ihrer zweiten Südamerikareise stand die Pamir im September 1952, zusammen mit der Passat, in Hamburg zum Verkauf. Im Februar 1953 meldete die Reederei Schliewen Konkurs an. Im April 1954 wurden beide Segler an den Hauptgläubiger, die Landesbank und Girozentrale Schleswig-Holstein, übereignet.
Inzwischen hatten sich aber 40 deutsche Reeder zu einem Konsortium zusammengefunden, das auch weiterhin die Ausbildung auf Segelschiffen ermöglichen wollte und daher als Stiftung Pamir und Passat im Dezember 1954 beide Schiffe für zusammen 650.000 DM erwarb. Nach einer erneuten Überholung lief die Pamir am 11. Februar 1955 aus dem Hamburger Hafen aus und wurde wieder für Südamerikafahrten eingesetzt. Auf fünf Fahrten unter Kapitän Herrmann Eggers transportierte sie Gerste von Buenos Aires nach Hamburg und diente zugleich als Segelschulschiff. Sie war in dieser Zeit unter Seekadetten beliebter als die Passat. Die Ausbildung wurde zum Teil über die Frachten-Treuhand-Gesellschaft mit Getreidekäufen für Deutschland finanziert. Partner auf argentinischer Seite waren die Schiffsmakler der Agencia Marítima Sudocean, die, gegründet 1952 durch Albert von Appen, nun unter Leitung von Herbert Huthoff und Thilo Martens auch für die Kontakte der Mannschaften zur einheimischen Bevölkerung sorgten.
Anfang 1956 lud die Pamir in Antwerpen für eine ihrer Fahrten 2.500 Tonnen Methanol in Fässern. Noch vor Anker wurden die oberen Rahen abgenommen und auf Deck gestaut, um die Stabilität (d. h. das Aufrichtungsvermögen) des Schiffes zu verbessern. Auf See verursachte das geringe Gewicht der Fässer wegen des fehlenden Ballastes bereits im Ärmelkanal ungewöhnlich Schlagseite, woraufhin Kapitän Eggers entschied, die Pamir unter Motor ins englische Falmouth, den nächstgelegenen Hafen, einlaufen zu lassen. Dort wurde durch Krängungsversuche bestätigt, dass die Stabilität des Schiffes stark beeinträchtigt war. Ein Teil der Fässer wurde daraufhin zurückgelassen und durch Ballast ersetzt; die Fracht wurde wenig später von der Passat aufgenommen, die zum gleichen Bestimmungsort fuhr. Im Mai 1956 war die Pamir wieder zu Gast in Santa Cruz de Tenerife, wo sie auch Besuch von Nachfahren der im Ersten Weltkrieg auf der Nachbarinsel La Palma verbliebenen Besatzungsmitglieder erhielt. Aus dem versprochenen Wiedersehen im nächsten Jahr dort sollte jedoch nichts mehr werden.
Als Eggers 1957 aus gesundheitlichen Gründen die Pamir nicht weiter führen konnte, übernahm Kapitän Johannes Diebitsch das Kommando. Als junger Seemann war Diebitsch bereits kurz auf dem Schiff gesegelt, bis es im Ersten Weltkrieg vor La Palma vor Anker ging. Später hatte Diebitsch jahrelang auf Segelschiffen gearbeitet, unter anderem als Erster Offizier der Deutschland, des Segelschulschiffs der Reichsmarine und zu Beginn der 1950er Jahre (am 10. Oktober 1953 in Teneriffa) als Kapitän der Xarifa, einem Dreimast-Topsegelschoner des österreichischen Tauchpioniers und Unterwasserfilmers Hans Hass. Das Kapitänspatent besaß Diebitsch seit 1925. 1941 überlebte er den Untergang des Hilfskreuzers Kormoran und geriet als Prisenoffizier in australische Gefangenschaft.
Die sechste Reise der Pamir unter Eignerschaft der Stiftung führte ab dem 1. Juni 1957 unter Ballast wieder nach Buenos Aires. Dabei wurde 346 Stunden lang der Hilfsmotor eingesetzt, um die Geschwindigkeit zu erhöhen, so dass die Fahrt insgesamt nur 25 Tage dauerte.
Im gleichen Jahr noch entstanden bei den Dreharbeiten zum Cinemiracle-Film Windjammer von Bord des norwegischen Schulschiffes Christian Radich aus die letzten Filmaufnahmen der Pamir.

## Untergang

### Geschehensablauf
Am 11. August 1957 kurz nach 15 Uhr begann die Pamir unter Kapitän Diebitsch mit einer – zu mehr als 90 % lose gestauten – Ladung Gerste die Rückreise aus Buenos Aires mit Ziel Hamburg. Die Schiffsroute folgte dem üblichen S-förmigen Kurs über den Atlantik, der für Windjammer aufgrund der Passatwinde schneller als eine direkte Route ist.
Am 21. September 1957 geriet die Pamir etwa 600 Seemeilen (ca. 1.100 km) westsüdwestlich der Azoren in den Hurrikan Carrie, der sich nach dreifacher Richtungsänderung in den vorhergehenden Tagen plötzlich direkt aus westlicher Richtung auf die Pamir zubewegte. Noch bevor genügend Segel geborgen waren, erreichte der Hurrikan gegen 09:30 Uhr Ortszeit (12:30 Uhr Greenwich-Zeit/GMT) das Schiff. Der Wind nahm so stark zu, dass einige Segel rissen und die übrigen von der Stammbesatzung nur noch an den Rahen abgeschnitten („geschlachtet“) wurden. Um 10:36 Uhr gab Funkoffizier Wilhelm Siemers von der Position mit den Koordinaten 35° 57′ N, 40° 20′ W  eine Dringlichkeitsmeldung, in der er andere Schiffe um ihre Positionsangabe bat. Die Pamir hatte zu diesem Zeitpunkt bereits ca. 30° Schlagseite nach Backbord („links“) und trieb ohne Segel im Sturm. Um 11:00 Uhr setzte die Pamir ihren ersten SOS-Ruf ab. Weil alle Funksprüche auf Englisch abgegeben wurden, identifizierte sich die Pamir als „fourmast bark“ (dt.: Viermastbark). Das wurde mindestens einmal als „foremast broken“ (dt.: Fockmast gebrochen) missverstanden und führte zu irrtümlichen Darstellungen, denen zufolge einer oder gar mehrere Masten gebrochen seien. Tatsächlich aber standen diese auf der Pamir bis zuletzt. Die Meldung wurde vier Minuten später erneut gesendet. Währenddessen gingen bei Windgeschwindigkeiten von bis zu 130 km/h die Wellen 12 bis 14 Meter hoch. Der Kapitän ordnete an, Schwimmwesten anzulegen. Die Schräglage der Pamir erreichte 45°, so dass die Rahnocken (Rah-Enden) wiederholt in die hochgehende See eintauchten. Nach einer Funkpause bat die Pamir um 11:54 Uhr in ihrem nächsten SOS-Ruf um Eile und drei Minuten später funkte sie: „Now speed, ship is making water, danger of sinking“.

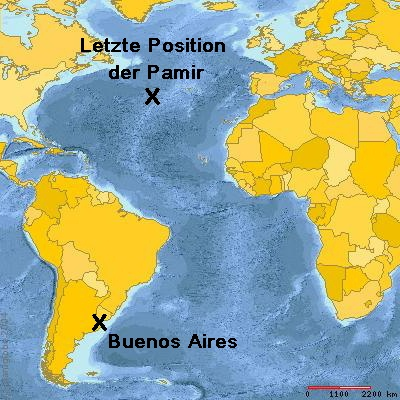
Wahrscheinlich letzte Position der Pamir:

Gegen 12 Uhr Bordzeit kenterte die Pamir: Für etwa eine halbe Minute lag sie flach im Wasser. Um 12:03 Uhr wurde der letzte, nicht mehr dechiffrierbare Notruf gesendet. Danach kenterte sie weiter und schwamm noch ca. 20 bis 30 Minuten kieloben, bevor sie sank. Vorher war es aufgrund der Schlagseite nicht mehr möglich gewesen, Rettungsboote zu Wasser zu lassen. Nur drei beschädigte Rettungsboote, die sich vor oder während des Kenterns losgerissen hatten, trieben in der aufgewühlten See. Es gelang zunächst mindestens 30 Besatzungsmitgliedern, sich in zwei der Boote zu retten. Überlebende berichteten später von Leuchtsignalen, so dass möglicherweise noch ein drittes Boot bemannt worden war. Aufgrund ihrer Schäden hatten die zwei bezeugten Boote bereits Teile ihres Proviants und Trinkwassers verloren, bevor die Schiffbrüchigen sie erreichten. Die verbliebenen Vorräte gingen in den nächsten Stunden großenteils verloren, als die Boote aufgrund ihrer Schäden und der schweren See wiederholt kenterten. An Bord gab es keine trockenen – d. h. funktionierenden – Seenotraketen.
In der Folge lief unter großem internationalem Medieninteresse die umfangreichste Suchaktion an, die es bis dahin zur Rettung von Schiffbrüchigen gegeben hatte: 78 Schiffe aus 13 Ländern suchten sieben Tage lang nach den Vermissten. Ab dem Mittag des zweiten Tages, nachdem der Hurrikan in der Unglücksgegend ausreichend abgeflaut war, unterstützten elf Flugzeuge während insgesamt 550 Flugstunden die Suche. Am 23. September um 05:38 Uhr wurde vom New Yorker Dampfschiff Saxon eines der schwer beschädigten Rettungsboote mit fünf Überlebenden gefunden. Sie wurden später von dem US-Truppentransporter Geiger übernommen und über Casablanca von einer US-amerikanischen Militärmaschine nach Frankfurt am Main und in einer anderen Maschine weiter nach Hamburg gebracht (Ankunft in der Nacht zum 29. September). Am 24. September um 13:41 Uhr fand die Absecon, ein Schiff der US-Küstenwache, einen weiteren Überlebenden auf der Reling eines ebenfalls schwer beschädigten, vollgelaufenen Rettungsbootes. Noch 24 Stunden vorher waren nach seinem Bericht in dem Boot mehr als zehn Personen am Leben gewesen.
Nach der Rettung des einen Überlebenden wurde aufgrund des Hörfehlers eines Funkers am Abend in Deutschland vorübergehend von 45 und sogar 71 Geretteten berichtet, bevor das Missverständnis aufgeklärt wurde.
Ein drittes Rettungsboot wurde, ebenfalls stark beschädigt, unbemannt gefunden. Am 25. September wurden in einem Gebiet mit fünf Seemeilen Durchmesser eine Vielzahl von Wrackteilen sowie zusammengebundene Schwimmwesten entdeckt. Laut der späteren Untersuchungen wurden in zwei der Westen noch „Spuren von menschlichen Körpern gefunden (...). Viele Haie wurden gesichtet.“

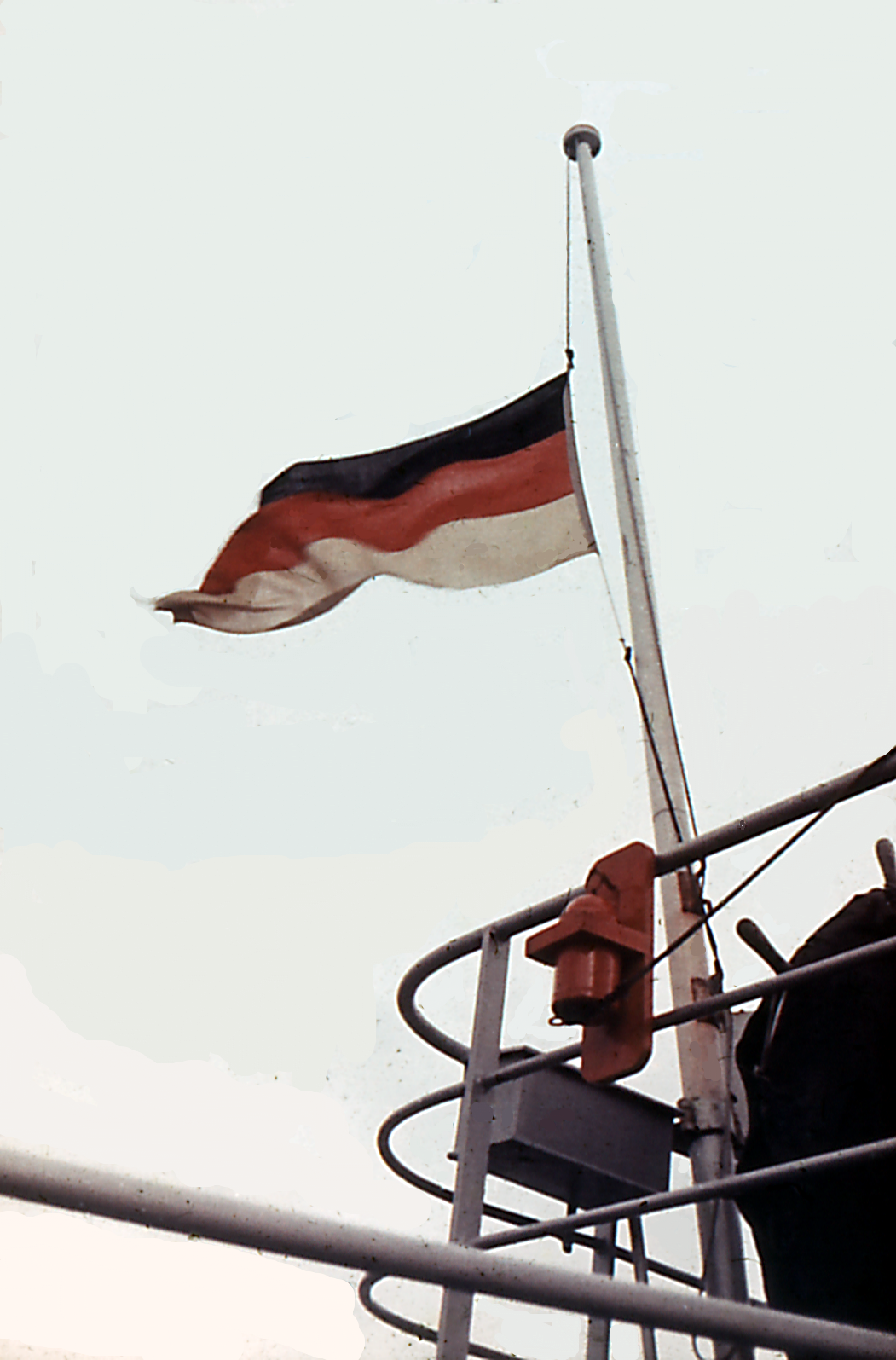
Flagge eines deutschen Handelsschiffs auf halbmast für die Pamir, September 1957

Insgesamt kamen 80 der 86 Besatzungsmitglieder der Pamir ums Leben, darunter alle Offiziere und der Kapitän. Die sechs Überlebenden waren ein Kochsmaat, drei Leichtmatrosen und zwei Decksjungen. 51 der 86 Besatzungsmitglieder waren Kadetten, insgesamt 45 Besatzungsmitglieder waren zwischen 16 und 18 Jahre alt.
Die Pamir wurde am 17. Mai 1958 aus dem Lübecker Schiffsregister gelöscht.

### Ursachen des Untergangs
Obwohl von der Schiffsleitung niemand überlebte und damit keiner direkt für seemännisches Verschulden belangt werden konnte, wurde der Pamir-Untergang so eingehend untersucht wie nur wenige andere Seeunfälle. Die Aufarbeitung übernahm, wie in solchen Fällen üblich, das zuständige Seeamt, hier bereits am 29. September. In der Folge wurde an dessen Spruch allerdings Kritik laut, die vor allem durch den Anwalt der Reederei der Pamir und der Stiftung Pamir und Passat vorgebracht wurde; dem Anwalt wiederum wurde mangelnde Objektivität vorgeworfen.
Grundlage der Kontroverse ist vor allem, dass das Seeamt und die Befürworter seines Spruches im Rahmen der Aufarbeitung Entscheidungen der Schiffsführung in Zweifel gezogen haben. Kritiker sehen darin eine Anschuldigung gegen die Schiffsführung, von der niemand überlebt hat und sich daher auch niemand verteidigen konnte; Beschuldigungen seien damit eine Beschmutzung der Ehre der Verstorbenen und außerdem im konkreten Fall nicht gerechtfertigt, da das Seeamt Fakten übersehen oder nicht ausreichend beachtet habe.

#### Spruch des Seeamtes Lübeck
Vom 6. bis 10. Januar 1958 und vom 14. bis 20. Januar 1958 fand in einer öffentlichen Sitzung des Seeamtes Lübeck die mündliche Verhandlung zum Untergang der Pamir statt. Neben dem Vorsitzenden, Amtsgerichtsrat Ekhard Luhmann, waren vier Kapitäne als Beisitzer und mit dem Kapitän zur See a. D. Friedrich-Karl Wesemann der Bundesbeauftragte für das Seeamt für die Verhandlung eingesetzt. Unterstützt wurde dieses Gremium durch einen Schriftführer. Die sechs Überlebenden wurden als Zeugen befragt.
In seiner schriftlichen Begründung des in der öffentlichen Verhandlung ergangenen Seeamtsspruches zum Untergang der Pamir gab der Vorsitzende Luhmann mehrere Gründe dafür an, warum das Schiff nach Ansicht des Gerichts den Sturm nicht überstehen konnte: Die Ladung hatte nicht festgelegen, der Tieftank war nicht geflutet, es waren nicht kleinste Segel gesetzt und die Aufbauten nicht ausreichend gegen das Eindringen von Wasser geschützt gewesen. Hauptursache des Untergangs der Pamir war nach dem Spruch des Seeamtes Lübeck die falsche Lagerung der geladenen 3.780 Tonnen Gerste. Anstelle der traditionell üblichen Stauung in Säcken war die Gerste fast vollständig lose gelagert worden, was gefährlich sein kann, da Gerste von allen Getreidearten die höchste Fließgeschwindigkeit hat (d. h. sie verrutscht am leichtesten). 254 Tonnen Gerste waren in Säcken geladen und in fünf Lagen auf die lose Gerste gestaut worden, um ein Verrutschen zu verhindern. Das entsprach den damaligen Vorschriften für Motorschiffe, die auch für die Pamir und Passat angewendet worden waren. Bis wenige Jahre zuvor waren Segelschiffe allerdings nie mit Schüttgut beladen worden. Erst 1952 hatte unter Schliewen die Beladung mit losem Getreide begonnen, und damals wurde das lose Getreide zudem noch mit größeren Mengen Sackgut beschwert als 1957. Beispielsweise beschrieb Kapitän Niels Jannasch, der die unter den gleichen Eigentümern fahrende Passat 1948–49 auf dem letzten Weizentransport von Australien und 1952 auf der ersten Fahrt nach Südamerika kommandierte, dass das Schüttgut 1952 noch mit bis zu 20 Lagen Getreidesäcken beschwert wurde – also etwa dem Vierfachen der Sackschichten auf der letzten Fahrt der Pamir. Pamir und Passat verfügten allerdings über ein Längsschott, das durch das ganze Schiff verlief und ein Verrutschen der Ladung von einer auf die andere Schiffsseite verhindern sollte. Andererseits wurde zumindest auf der Passat später festgestellt, dass das Längsschott nicht absolut dicht war; im Laufe einer Seereise konnte also loses Getreide durchsickern.

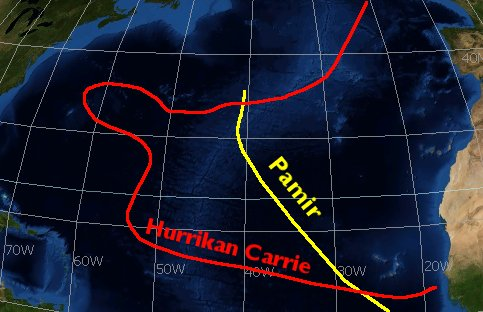
Die Richtungswechsel des Hurrikans Carrie (ab 2. September) und der Kurs der Pamir (ab 9. September)

Aufgrund eines Streiks der Hafenarbeiter – einschließlich der Stauer – in Buenos Aires hatte die Pamir-Besatzung, nur unterstützt von nicht fachkundigen argentinischen Soldaten, die Gerste selbst verladen müssen. Im Ladebericht wurde zwar festgehalten, dass die Ladung „seefest verstaut“ und die Getreideschotten vorschriftsmäßig gesetzt worden seien; aufgrund der Reaktion der Pamir auf die Ladung kritisierte jedoch der Zweite Offizier Buschmann, der als Ladungsoffizier für die Beaufsichtigung des Stauens zuständig war, dass ein Dampfschiff „so nicht auslaufen“ würde. Im Sturm verschob sich die Ladung so, dass sich das Schiff auch nach Verringerung der Segelfläche nicht mehr aufrichten konnte. Außerdem waren die Tieftanks, die im Falle eines Sturms als Stabilitätsreserve geflutet werden konnten, ebenfalls mit Gerste beladen worden. Unklar blieb, warum sie nicht trotzdem im Sturm zusätzlich geflutet wurden.
Sehr spät wurde die Segelfläche verringert: Bei Windstärke 9 und 10 lief die Pamir noch unter einem Drittel ihrer Segelfläche. Ein möglicher Grund war, dass der Kapitän durch zusätzliche Geschwindigkeit dem Auge des Hurrikans zu entkommen versuchte. Allerdings blieben auch Schiffsöffnungen im Sturm unverschlossen, wodurch überkommendes Wasser eindringen konnte und die Schlagseite noch erhöhte. Das Seeamt erörterte daher die Möglichkeit, dass die Schiffsführung sich nicht fortwährend über die Großwetterlage informiert und damit vom Hurrikan Carrie zu spät erfahren habe. Tatsächlich gaben aufgrund der häufigen und starken Richtungswechsel von Carrie nicht alle Wettervorhersagen bereits frühzeitig und kontinuierlich Hurrikanwarnungen. Warnungen für ihr Fahrtgebiet hätte die Pamir ein bis zwei Tage vor dem Durchzug von Carrie empfangen können. Angesichts des zu dieser Zeit gewählten Kurses, der späten Reduzierung der Segelfläche und der unverschlossenen Schiffsöffnungen wurde die Frage aufgeworfen, ob die Schiffsführung tatsächlich keine frühe Warnung erhalten habe. Da nur Besatzungsmitglieder niedrigeren Ranges überlebten, ließ sich das nicht mehr feststellen. Die niederen Mannschaftsgrade sowie die Kombüse, die auf einen Sturm besonders hätten vorbereitet sein müssen, waren dies jedenfalls nicht.
Der Kurs der Pamir sowohl vor Eintreffen des Hurrikans als auch in den letzten Stunden vor dem Untergang wurde vom Seeamt eingehend erörtert: In ihren letzten Tagen lief die Pamir einen nördlichen Kurs, der sie über die Bahn des Hurrikans und letztlich sehr nahe ans Auge des Hurrikans führte. Allerdings gelangte das Schiff dadurch von der rechten auf die linke Seite der Hurrikanbahn – diese gilt als weniger gefährlich, weil auf ihr die Rotationsgeschwindigkeit des (linksdrehenden) Hurrikans um die Zugbewegung desselben vermindert wird („navigierbares Viertel“). Da Carrie mehrfach die Richtung wechselte und niemand von der Schiffsleitung überlebte, lässt sich heute nicht mehr beurteilen, ob aufgrund der an Bord tatsächlich verfügbaren Wetterinformationen die optimale Entscheidung zwischen Überqueren der Hurrikanbahn und schnellstmöglicher Entfernung vom Hurrikanzentrum (Kurswechsel nach Osten oder Südosten) getroffen wurde. Nachträglich betrachtet, war die Wahl der Schiffsführung verhängnisvoll, weil Carrie sich letztlich näher zum Schiffsstandort hinbewegte als ursprünglich erwartet und die Windgeschwindigkeiten zudem ausnahmsweise aufgrund einer nicht voraussehbaren Unregelmäßigkeit des Hurrikanzentrums auf der linken Seite der Zugbahn am höchsten waren.
Zum Schiffskurs während des Hurrikans merkte das Seeamt an, dass die Pamir ihren Nordkurs beibehielt, ohne ihn dem Drehen der Windrichtung anzupassen. Anfangs lief das Schiff daher vor dem Wind ab („Rückenwind“), später kamen der Wind sowie der Seegang jedoch zunehmend von der Seite und schließlich schräg von vorn, was die Schlagseite der Pamir erhöhte. Auch hier ließ sich mangels Zeugen keine Aussage machen, aus welchem Grund die Schiffsführung den Kurs so festlegte.
Schließlich wurde auch die Eignung der Stammbesatzung thematisiert: Kapitän Diebitsch hatte zwar viel Segelerfahrung, kannte aber vermutlich die Segel- und Stabilitätseigenschaften der Pamir noch nicht sehr eingehend. Der Erste Offizier hatte nur eingeschränkte Segelerfahrung, da eine Besatzung mit Großseglererfahrung in den 50er Jahren nicht mehr so leicht zu finden war. Und der Erste Bootsmann war schon 68 Jahre alt und – nach später zurückgenommenen Aussagen eines Überlebenden – so krank, dass er in den letzten Stunden der Pamir auf fremde Hilfe angewiesen war.
Laut Spruch des Seeamts Lübeck am 20. Januar 1958 war für den Untergang der Pamir daher der Hurrikan Carrie allenfalls ein mittelbarer Auslöser: Ohne „menschliches Versagen“, das zu den obengenannten Problemen führte, hätte die Pamir nach Ansicht des Seeamts indessen Windstärken von bis zu 100 Knoten (185 km/h) aushalten können – Geschwindigkeiten, die der Hurrikan nach Ansicht des Seeamts nicht erreichte.

#### Kontroverse des damaligen Anwalts: Leckschlag
Seerechtsanwalt Horst Willner kam in seinem Buch Pamir: Ihr Untergang und die Irrtümer des Seeamtes zu einem anderen Schluss als das Seeamt Lübeck in seinem Spruch. Willners Ansicht nach ging die Pamir vermutlich unter, weil sie infolge der enormen Belastungen des Rumpfes im Hurrikan leckgeschlagen war. Willner nimmt an, dass der genietete Rumpf der Pamir bei den Überholungen in den 1950er Jahren mit Schweißarbeiten ausgebessert und deshalb anfälliger geworden sei. Als Beleg für seine Lecktheorie führt er unter anderem an, dass nach Aussagen von Überlebenden in einigen Teilen des Schiffsrumpfes, die keinem überkommenden Wasser ausgesetzt gewesen sein konnten, das Wasser dennoch bis zum Türgriff stand. Auch habe ein Überlebender von Geräuschen aus dem Schiffsrumpf berichtet, die auf einen Wassereinbruch schließen ließen. Die Aussage eines Überlebenden, vor dem Untergang sei aus dem gekenterten Schiffsrumpf mit pfeifendem Geräusch eine gelblich gefärbte Luftfontäne entwichen, wertet Willner als Beweis für die Beschädigung des Rumpfes, aus dem mit Teilen der Gerste vermischte Luft geströmt sei. Willner zufolge war außerdem die Zeit zwischen Durchkentern und Untergang der Pamir zu kurz für ein Schiff ohne Rumpfschäden. Nicht unerwähnt bleiben sollten hierbei die Untersuchungen und Aussagen von Otto Hebecker, Studienrat an der ehemaligen Seefahrtschule Hamburg sowie Mitarbeiter der Schiffbauversuchsanstalt und damals seit mehr als 30 Jahren amtlich anerkannter Experte für Fragen der Schiffsstabilität und -festigkeit. Hebecker hatte sich bereits Ende 1957, d. h. noch vor Beginn der Lübecker Seeamtsverhandlung, über den Verdacht eines Leckschlagens am Schiffsrumpf der Pamir geäußert.
Den Spruch des Seeamts kritisiert Willner als voreingenommen: Das Urteil habe bereits vor der Verhandlung festgestanden. Das Seeamt habe mehr Interesse daran gehabt, die Verantwortlichen an Land freizusprechen als den Untergang aufzuklären.

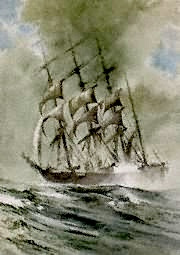
Aquarell Bruno Bergner: Pamir mit Segelführung ähnlich wie am Tage des Untergangs

Willner kritisierte ferner, dass dem Seeamt kein Rahseglerkapitän beisaß. Die Entscheidung des Seeamtes sei von Motorschiff-Kapitänen getroffen worden, die die besonderen Bedingungen eines Großseglers nicht ausreichend hätten beachten können. Gutachten von Rahseglerkapitänen seien vernachlässigt worden, wobei das Protokoll der öffentlichen Sitzung vermerkt, dass sechs Rahsegelkapitäne vom Seeamt als Sachverständige gehört worden sind. Das Seeamt habe nicht die besonderen Windverhältnisse des Hurrikans Carrie berücksichtigt, der mehrfach stark die Richtung wechselte. So habe der Kapitän der Pamir die übliche Segelsetzung und die richtige Fahrtrichtung gewählt, um sich von dem Hurrikan zu entfernen. Erst durch die extremen und außergewöhnlichen Richtungsänderungen, mit denen sich das Auge des Sturms direkt auf die Pamir zubewegte, hätten die Maßnahmen des Kapitäns nicht ihr Ziel erreicht. Ein weiterer Vorwurf besteht darin, dass das Seeamt der Witwe des letzten Kapitäns der Pamir keine Anhörung zugestand, obwohl dies in seinem Ermessen gestanden hätte. 1985 wurde die Verfahrensordnung geändert, so dass die Witwe nach heutiger Regelung ein Recht auf Gehör hätte.
Willner wird vorgeworfen, dass er als früherer Vertreter der Reederei nicht neutral sei und ein Interesse daran habe, diese und die Schiffsleitung von der Verursachung des Untergangs freizusprechen.
Inhaltlich wurde Willner entgegnet, dass es keine sicheren Belege für ein Leck der Pamir gab: Der Rumpf des Schiffes war in den Jahren vor dem Untergang regelmäßig untersucht und bei Bedarf ausgebessert worden. Dass der Rumpf der Pamir bei den allfälligen Reparatur- und Wartungsarbeiten zum Teil geschweißt und nicht genietet wurde, sei nicht notwendigerweise problematisch, da viele Schiffe so ohne Zwischenfälle über die Weltmeere führen. Das eingedrungene Wasser ließe sich auch dadurch erklären, dass nicht alle Schiffsöffnungen verschlossen wurden. Die – nur von einem einzigen Augenzeugen belegte – Luftfontäne aus dem gekenterten Schiff könne ebenso dadurch entstanden sein, dass der Rumpf erst während des Kenterns Schaden nahm. Und eine bestimmte Zeit zwischen Durchkentern und Untergang ließe sich aufgrund des herrschenden Hurrikans kaum bestimmen, da die Takelage des Schiffes unter der Oberfläche der aufgewühlten See selbst in relativ kurzer Zeit nicht abschätzbare Schäden hätte hervorrufen können.
Manche Gegner Willners halten seine Ansicht deswegen für falsch, andere Kritiker bewerten sie als grundsätzlich möglich, aber nicht beweisbar.

#### Argument beider Seiten: Beinaheunglück der „Passat“
Argumentiert wurde von beiden Seiten auch damit, dass die fast baugleiche Passat nur wenige Wochen nach dem Untergang der Pamir einen schweren Sturm überstand und einen Nothafen anlaufen konnte, obwohl sie nach Verrutschen ihrer Gersteladung ebenfalls sehr starke Schlagseite bekommen hatte. Allerdings war auf der Passat bereits frühzeitig die Segelfläche reduziert und kurz vor dem Zusammentreffen die Ladung nachgetrimmt worden. Noch während des Sturms wurde ein Tieftank, der ebenfalls zum Teil mit Gerste gefüllt war, geflutet.
Das Seeamt Lübeck wertete den Zwischenfall auf der Passat als Anzeichen dafür, dass die Pamir dem Sturm eigentlich gewachsen gewesen wäre. Der Anwalt Willner zog den Fall hingegen heran, um zu argumentieren, dass nur ein Leckschlag den Untergang der Pamir verursacht haben konnte.

### Ursachen der geringen Zahl Überlebender

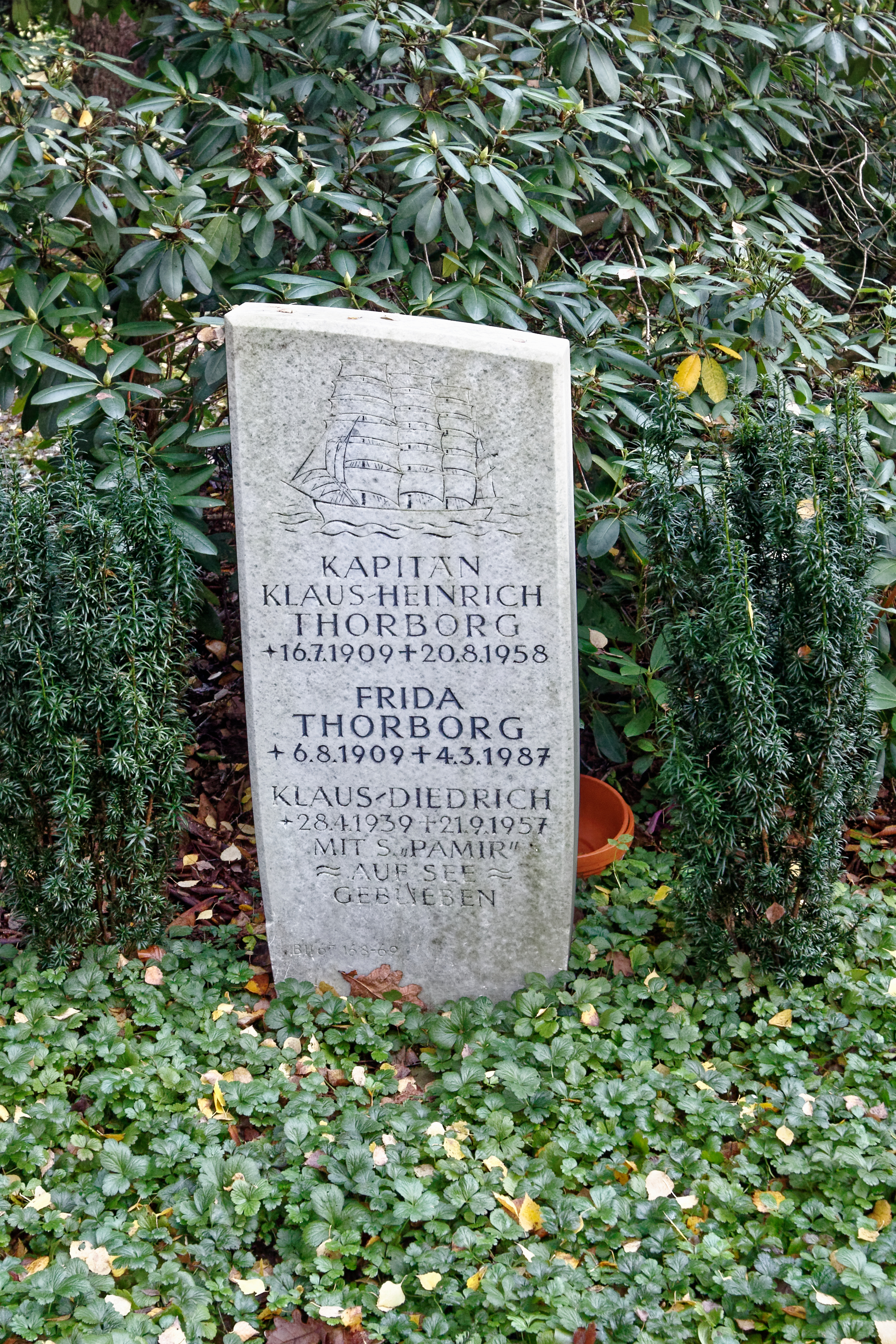
Grabstein für einen Ertrunkenen

Neben den Ursachen für den Untergang der Pamir stand die Frage im Vordergrund, weshalb trotz schnellen Anlaufs der intensiven Rettungsaktion so wenige Besatzungsmitglieder überlebten. Dabei wurde vor allem das kurzfristige und wenig planvolle Verlassen der sinkenden Pamir kritisiert.

#### Rettungsboote
Ein großes Problem waren offenbar die Rettungsboote: Erst relativ kurz vor dem Untergang der Pamir wurde versucht, die Boote ins Wasser zu lassen. Zu dieser Zeit befanden sich die Rettungsboote an Backbord aufgrund der starken Schlagseite jedoch bereits unter Wasser, während die Boote auf der Steuerbordseite aufgrund der starken Schräglage nicht mehr zu Wasser gelassen werden konnten. So standen der Besatzung später nur drei Rettungsboote zur Verfügung, die sich vor oder beim Kentern losgerissen hatten und stark beschädigt waren; in der stürmischen See trieben sie zudem nicht in unmittelbarer Nähe des Schiffes.
Die Pamir war außerdem mit drei aufblasbaren Rettungsinseln ausgerüstet, von denen aber zwei vor dem Untergang an Bord nicht aufzufinden waren. Nach widersprüchlichen Angaben wurde die dritte Rettungsinsel zunächst von mehreren Besatzungsmitgliedern benutzt; als sie später eines der drei Rettungsboote sahen, gaben sie die Rettungsinsel auf und schwammen zum Boot. In anderen Angaben, gestützt auf ein Interview mit dem Überlebenden Karl-Otto Dummer, wird die Rettungsinsel in diesem Zusammenhang hingegen nicht erwähnt: Nach Dummer hielten sich ca. 20 Schiffbrüchige an schwimmenden Wrackteilen fest; zehn von ihnen sei es gelungen, zu dem treibenden Rettungsboot zu gelangen.
Der Überlebende Karl-Otto Dummer gab an, dass „wahrscheinlich schon viele [der Besatzungsmitglieder] ertrunken“ seien, als die Pamir kenterte und die Seeleute von Deck ins Wasser stürzten. Nach anderen Berichten sollen zudem mehrere Besatzungsmitglieder im Schiff geblieben oder beim Kentern unter das Schiff geraten sein. Etwa fünf Seeleute kletterten nach dem Kentern auf den Rumpf der Pamir, vermutlich im Glauben, dass das Schiff nicht sinken könne. Andere Seeleute verwickelten sich im Tauwerk und wurden von der Pamir unter die Wasseroberfläche gerissen.
Die starken Schäden an den drei verfügbaren Rettungsbooten verringerten in mehrfacher Weise die Überlebenschancen der Männer, die die Boote überhaupt erreichten. So waren die Rettungsboote aufgrund der Schäden weitgehend mit Wasser vollgelaufen und lagen dadurch sehr tief im Wasser; sie schwammen überhaupt nur noch aufgrund von wenigen nicht zerstörten Lufttanks. Nach Aussagen des Überlebenden Dummer stand das Wasser den Männern im Rettungsboot Nr. 5 bis zur Brust; der Überlebende von Boot Nr. 2 harrte auf der Reling des vollgelaufenen Boots aus. Die niedrige Lage der Boote führte einerseits dazu, dass einige der Männer in den Booten ertranken. Andererseits waren die niedrig liegenden Boote mit den wenig über die Wasseroberfläche herausragenden Oberkörpern der Schiffbrüchigen in der noch immer „tobenden See“ kaum zu sehen: Mehrere Schiffe fuhren in Sichtweite an den Booten vorbei, ohne sie zu entdecken. Die Männer von Rettungsboot Nr. 5 richteten darin am Morgen des 23. September schließlich einen Mast auf, um ihre Rettungschancen zu verbessern.
Erschwerend kam hinzu, dass durch die Schäden an den Rettungsbooten die Seenotrettungsmittel (Leuchtraketen) nass und unbrauchbar geworden oder verloren gegangen waren. Dadurch hatten die Überlebenden in den Booten später keine Möglichkeit, vorüberfahrende Suchschiffe und -flugzeuge auf sich aufmerksam zu machen. Vor allem nachts wurde ein Sucherfolg dadurch praktisch unmöglich. Dazu kam noch die unauffällige Farbe der Boote: Die Holzrümpfe waren, wie damals verbreitet, nicht farbig lackiert und dadurch auch bei Tage schon auf kurze Entfernungen nur noch sehr schwer zu entdecken. An der Suchaktion Beteiligte gaben später an, dass die deutlich kleineren, aber auffällig gefärbten Schwimmwesten noch auf sehr viel weitere Distanz gesehen werden konnten.
Ein weiteres Problem war, dass auch die in den Booten gelagerten Vorräte einschließlich des Trinkwassers größtenteils verloren gegangen waren. So verfügten die zehn Besatzungsmitglieder, die sich zunächst in das Rettungsboot Nr. 5 hatten retten können, nach Aussagen des Überlebenden Dummer nur über „wenige Dosen Büchsenmilch“. In einer anderen Darstellung ist nicht von Büchsenmilch, sondern von einem im Boot gefundenen Frischwasser-Fass und wenigstens einer mitgebrachten Schnapsflasche die Rede; beides sei jedoch verloren gegangen, als das beschädigte Boot einmal in der stürmischen See kenterte. Übereinstimmend wird jedenfalls Durst als eines der größten Probleme der Schiffbrüchigen dargestellt. Zwei der zehn Männer im Rettungsboot Nr. 5 tranken schließlich Salzwasser und verließen halluzinierend das Boot; ein weiterer schwamm nur zwei Stunden vor dem Eintreffen des rettenden Schiffs Saxon fort und konnte nicht mehr gefunden werden. Ähnliche Szenen sollen sich im Rettungsboot Nr. 2 abgespielt haben, in dem zunächst 20 bis 22 Menschen Schutz gefunden hatten und nach Aussagen des einzigen Überlebenden Günther Haselbach 24 Stunden vor Eintreffen der Retter noch zehn Menschen am Leben waren.

#### Weitere Ursachen
Diese Situation ist nach Ansicht mancher Kommentatoren durch Fehlen an Essen und insbesondere Trinkbarem auf der Pamir direkt vor dem Untergang noch verschärft worden. Unter anderem waren kurz vor dem Kentern anstelle des Mittagessens nur Zigaretten und mehrere Flaschen Schnaps ausgegeben worden. Zwar war ein ausgefallenes Essen auf einem durch Sturm fahrenden Großsegler nicht ungewöhnlich. Es wurde aber darauf hingewiesen, dass beispielsweise die Besatzungsmitglieder der im Falklandkrieg mit einem Torpedo versenkten General Belgrano, die ebenfalls zwei oder drei Tage ohne Essen und praktisch ohne Wasser ausharrten, direkt vor dem Untergang sehr gut ernährt waren.
Daneben wurde über die mentale Verfassung, vor allem aufgrund des Alters der Pamir-Besatzung, spekuliert. 51 der 86 Besatzungsmitglieder waren Kadetten in der Ausbildung, 45 unter 18 Jahre alt. Dazu kam, dass das Verlassen der Pamir nicht vom Kapitän in organisierter Weise veranlasst worden sei. Daher wird angenommen, dass viele in dieser Extremsituation schneller aufgegeben haben, als dies bei einer professionellen Schiffsbesatzung mit besserer mentaler Vorbereitung geschehen wäre.
Nachträglich schwer einzuschätzen ist, welchen Anteil Haie am Schicksal der Schiffbrüchigen hatten. In dem Gebiet, in dem die Pamir unterging, gab es nach übereinstimmenden Angaben viele Haie und vom Seeamt Lübeck wurden auch Zusammenhänge zu den „Spuren von menschlichen Körpern“ hergestellt, die am 25. September in zusammengebundenen Schwimmwesten gefunden worden waren. Auch fielen möglicherweise einige Insassen der Rettungsboote Haien zum Opfer, als sie von den Booten fortschwammen. Dennoch kann offensichtlich nur spekuliert werden, ob bzw. wie viele Schiffbrüchige durch Haie starben und wie viele bereits vorher ertrunken oder an Unterkühlung gestorben waren. Nahe der Wasseroberfläche kann allein die Gischt inmitten eines schweren Sturms bei einem schwimmenden Menschen zum Einatmen so vieler kleiner Wasserpartikel führen, dass diese von der Lunge nicht schnell genug abgebaut werden und nach etwa einer Stunde den Tod durch Ertrinken auslösen können.
In diesem Zusammenhang ist dann auch zu sehen, dass einige Seeleute geborgen wurden, die trotz Tragen einer Schwimmweste mit dem Gesicht nach unten im Wasser trieben. Anders als moderne „ohnmachtssichere“ Rettungswesten, die selbst einen Schlafenden oder Ohnmächtigen in Rückenlage mit dem Gesicht über Wasser halten, hätten die damaligen Westen die Besatzungsmitglieder nicht genügend vor dem Ertrinken schützen können. Allerdings bestand dieses Problem offenbar bei den damals üblichen Schwimmwestenmodellen allgemein, nicht nur bei den auf der Pamir vorhandenen. Angesichts der wiederholt betonten Haigefahr ist generell unklar, ob die Angaben über die in Bauchlage geborgenen Leichen wirklich zutreffen. Aber selbst dann wäre aus den obengenannten Gründen nicht sicher, ob die Seeleute tatsächlich der Schwimmwesten wegen ertrunken sind.

#### Zusammenfassung
Insgesamt wird daher davon ausgegangen, dass die hohe Zahl an Opfern beim Untergang der Pamir maßgeblich durch das späte und wenig vorbereitete Verlassen des Schiffes bzw. das Fehlen ausreichender und gut ausgestatteter Rettungsboote und Rettungsinseln verursacht worden sei. Inwieweit das Kentern der Pamir für Kapitän und Offiziere aber überhaupt rechtzeitig voraussehbar war, ist aufgrund der strittigen Ursache des Untergangs schwer zu beurteilen. Nicht zuletzt muss die Opferzahl außerdem vor der Tatsache gesehen werden, dass die Pamir im Auge eines starken Hurrikans – des stärksten des Jahres 1957 – und in einer Gegend sank, in der es viele Haie gab.

### Folgen des Untergangs

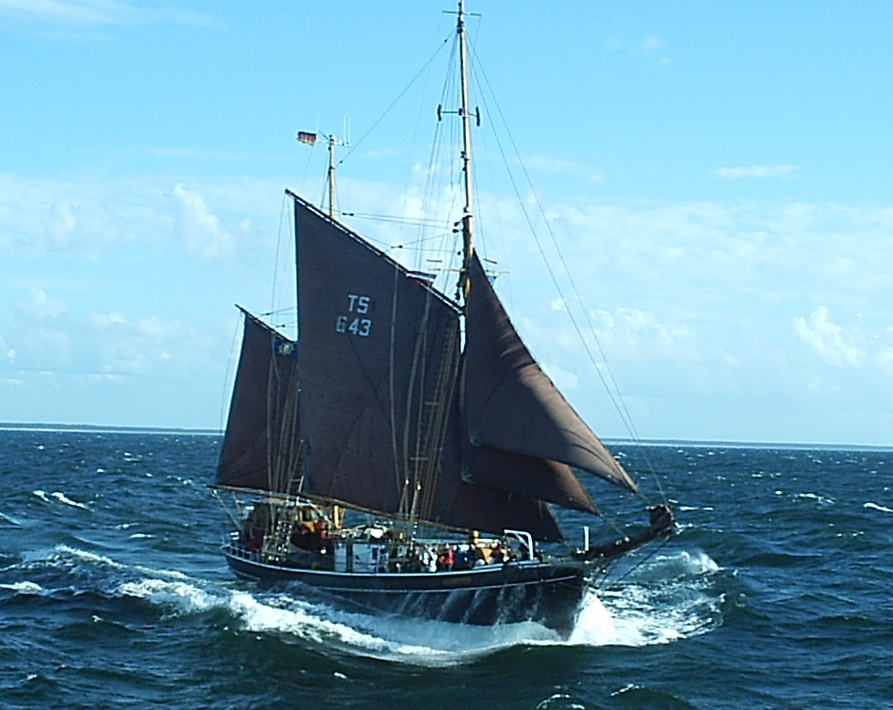
Bis heute trägt die Seute Deern, das letzte Schulschiff der deutschen Handelsmarine, massiven Ballast, um auch bei starkem Wind noch aufrecht zu segeln

Der Untergang der Pamir hatte zur Folge, dass nur wenig später auch das andere deutsche Segelschulschiff, die Passat, aus dem Dienst genommen wurde. Die Passat war, wenige Tage nach dem Untergang der Pamir, ebenfalls mit Gerste beladen, nahe der Azoren knapp einem Wirbelsturm entkommen. Bestehende Absichten, weitere Schiffe – insbesondere die Moshulu (ex Kurt) und den Flying P-Liner Pommern – als zusätzliche frachtführende Segelschulschiffe wieder in Dienst zu stellen, wurden ersatzlos fallen gelassen.
Bereits nach dem Auslaufen der Pamir zur letzten Fahrt – vor ihrem Untergang – hatten zehn von 41 Mitgliedsreedereien in der „Stiftung Pamir und Passat“ ihre Mitgliedschaft fristgerecht gekündigt. Damit endete weltweit die Ära der großen Segelschulschiffe unter Fracht.
Bereits seit 1952 bestand für angehende Nautiker in der Handelsschifffahrt keine Verpflichtung mehr, Fahrzeit auf Segelschiffen abzuleisten. Dagegen wurde es für zukünftige Nautiker ab 1952 in der Deckslaufbahn Vorschrift, an einer der sechs Seemannsschulen (Hamburg-Falkenstein, Finkenwerder und Bremervörde; Travemünde Priwall; Bremen Schulschiff Deutschland und Elsfleth) einen zweimonatigen, ab 1956 dreimonatigen Ausbildungslehrgang zu besuchen. 1963 flossen die Versicherungsentschädigungen aus der Pamir, die nur für ein neues Schulschiff verwandt werden durften, zusammen mit anderen Geldern in den Erwerb der deutlich kleineren Gaffel-Ketsch Seute Deern (Zweimaster, nicht mit dem ehemaligen Museumsschiff Seute Deern in Bremerhaven zu verwechseln). Aufgrund der Erfahrungen aus dem Untergang der Pamir und dem Beinaheunglück der Passat wurde bei der Auswahl der Seute Deern und bei umfangreichen Umbauten vor dem ersten Einsatz besonderer Wert auf die Stabilität des Schiffes gelegt, d. h. auf dessen Fähigkeit, nicht zu kentern: Der Ballast des Schiffes wurde sehr großzügig ausgelegt, damit es auch bei starkem Wind wenig krängte. Fast drei Jahre lang wurde die Seute Deern für Ausbildungsfahrten verwendet. Anders als zu Zeiten der Pamir wurde allerdings keine Fracht mehr transportiert, auch waren die Fahrten lediglich wenige Wochen lang und führten nur noch in die Nord- und Ostsee. Bis heute bietet die Jade Hochschule die Möglichkeit, auf einem Schulschiff in Vereinsbesitz Fahrzeit abzuleisten. Die Großherzogin Elisabeth ist das letzte Segelschulschiff, auf dem sich angehende Offiziere der deutschen Handelsmarine ausbilden lassen können.

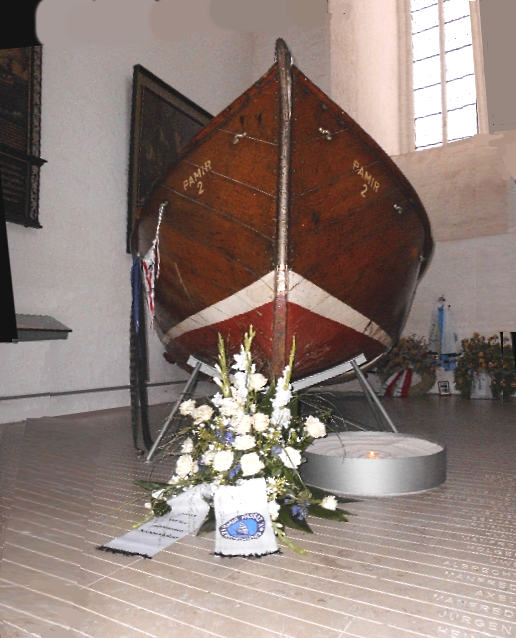
Rettungsboot Nr. 2 der Pamir in der Gedenkstätte der Schifffahrt der Lübecker Jakobikirche

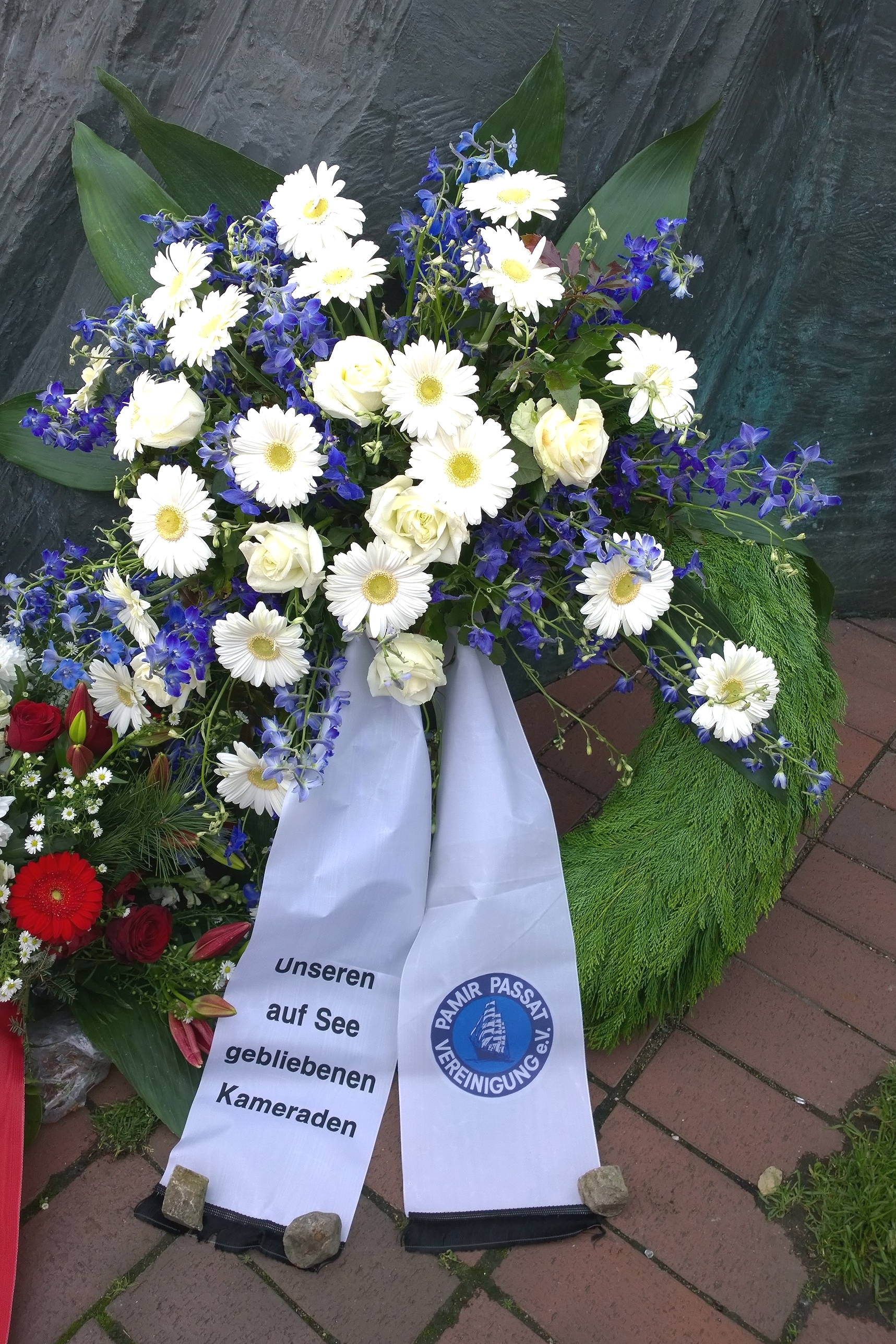
Madonna der Meere, Kranz der Pamir und Passat Vereinigung

Aufgrund des Untergangs der Pamir wurden außerdem die Pläne für den Bau des schon genehmigten Segelschulschiffs Gorch Fock (Stapellauf 1958) der Bundesmarine noch einmal geändert und weitere Sicherheitsvorkehrungen getroffen.
In Belgien waren Pläne zum Neubau einer Bark als Segelschulschiff ebenfalls bereits genehmigt und die Finanzierung gesichert. Das Projekt wurde jedoch nach Bekanntwerden der Untersuchungsergebnisse des Seeamtes Lübeck vollständig aufgegeben.

### Gedenkstätten und Verbleib der geborgenen Rettungsboote
In der Lübecker Jakobikirche wurde die frühere Witte-Kapelle zur Pamirkapelle umgestaltet: Sie beherbergt das leckgeschlagene Rettungsboot Nr. 2 der Pamir, von dem ein Überlebender gerettet wurde, sowie Informationen zum Unglück einschließlich Aufzeichnungen eines Überlebenden. Die Kapelle erinnert außerdem an den Verlust weiterer Lübecker Schiffe und ihre Besatzungen. An den Kapellenwänden hängen Kränze und Schleifen von deutschen und ausländischen Seeleuten sowie von Abordnungen, die die Kapelle besuchten. Am 21. September 2007 wurde die Kapelle zur Nationalen Gedenkstätte der zivilen Seefahrt erklärt.
In der Hamburger Katharinenkirche erinnert ein Mahnmal an den Untergang der Pamir.
Die Reste des Rettungsbootes Nr. 6 der Pamir sind im Erweiterungsbau des Deutschen Schifffahrtsmuseums in Bremerhaven ausgestellt. Ein Stück Bordwand des Rettungsbootes Nr. 5, auf dem fünf Besatzungsmitglieder überlebten, ist im Schiffahrtsmuseum in Brake zu sehen. Der Verbleib des übrigen Rettungsbootes soll nach Angaben des Hamburger Abendblatts ungeklärt sein und wird vom Überlebenden Dummer in Minneapolis (USA) vermutet.
Am Ewigkeitssonntag eines jeden Jahres wird am St.-Pauli-Fischmarkt bei einer Gedenkfeier der auf See verstorbenen und vermissten Seeleute gedacht. Kränze und Blumen werden am Denkmal der Madonna der Meere niedergelegt.

### Verfilmung des Untergangs
Bereits 1959 drehte Heinrich Klemme unter Verwendung älteren Filmmaterials eine Dokumentation über die Pamir und ihren Untergang (siehe Filme).
Im Sommer und Herbst 2005 wurde der Fernsehfilm Der Untergang der Pamir gedreht. Nach der Premiere am 8. Oktober 2006 im Rahmen des Hamburger Filmfests wurde der Film im deutschen Fernsehen erstmals im November 2006 gezeigt. Nach Aussagen des Überlebenden Dummer wich der Drehbuchautor Fritz Müller-Scherz für den Film allerdings stark von den Tatsachen ab.

## „Schwestern“ der Pamir
Siehe ausführliche Darstellung im Artikel Passat (Schiff, 1911) im Abschnitt „Die acht Schwestern“
Die Pamir gehörte zu den letzten acht für die Reederei F. Laeisz gebauten Viermastbarken, die von 1903 (Pangani) bis 1926 (Padua) vom Stapel liefen. Aufgrund ihrer Ähnlichkeit wurden diese acht Schiffe „Die acht Schwestern“ oder irreführend auch „Die acht Schwesterschiffe“ genannt. Schwesterschiffe im engeren Sinne (also mit gleichen Bauplänen) waren von den acht Schiffen jedoch nur die Passat und die Peking sowie die Pola und die Priwall. Die beiden Schiffspaare wurden jeweils nach fast identischen Plänen in engem Zeitraum gebaut. Die ein paar Jahre ältere Pamir war zwar ähnlich gebaut, hatte jedoch keine Schwesterschiffe im engeren Sinne. Sie war nach Bruttoregistertonnen und Länge der kleinste der acht Segler, galt aber als das robusteste Schiff von ihnen.
Die häufig vorgenommene Einordnung der Passat als Schwesterschiff der Pamir könnte neben ihrer baulichen Ähnlichkeit auch darauf zurückgehen, dass die beiden Schiffe bis zum Untergang der Pamir die meiste Zeit denselben Eigentümern gehörten. Vor allem der Einsatz beider Schiffe in den 1950er Jahren als letzte große Segelschulschiffe der deutschen Handelsschifffahrt dürfte zu der Einschätzung beigetragen haben. So wird selbst von ehemaligen Besatzungsmitgliedern berichtet, sie sprächen von den beiden Schiffen als Schwesterschiffen.

## Alle Rekorde der Pamir
Nach „internen Unterlagen unserer Reederei“ (Laeisz):
- 1905: English Channel – Valparaíso 70 Tage
- 1925: Ushant – Talcahuano 71 Tage
- 1926: Iquique – Prawle Point 86 Tage
- 1928: Talcahuano – Ipswich 83 Tage
- 1928/1929: Iquique – Prawle Point 86 Tage
- 1929: Iquique – Brügge 87 Tage
- 1930: Rotterdam – Talcahuano 90 Tage
- 1930: Iquique – Gent 85 Tage
- 1930/1931: Lizard – Corral 79 Tage
- 1931: Iquique – Bordeaux 108 Tage
- 1932: Wallaroo – Queenstown 103 Tage
- 1933: Australien – England 92 Tage (einschließlich 4 Tage Windstille und Nebel bei den Scilly-Inseln)

## Sonstiges
Wie auch viele andere mehr ehrten die Åland-Inseln (1988) und die Falklandinseln (1989) die Pamir mit einer eigenen Briefmarke. Ebenso gibt es zahlreiche Münzprägungen, die an das Schiff und sein Schicksal erinnern.

## Filme
- Bill Colleran, Louis De Rochemont III: Windjammer (1957)
- Heinrich Hauser: Die letzten Segelschiffe (1930)[204]
- Kaspar Heidelbach: Der Untergang der Pamir (2006), 178 Minuten, als Fernsehzweiteiler produziert.
- Karsten Wohlrab, Andreas Vennewald: Die Pamir – Untergang eines Großseglers. Dokumentarfilm des NDR (2006)
- Die Pamir im Hafen von Wellington 1942. Ngā Taonga Sound & Vision.
- Westwärts um Kap Hoorn (BRD 1976) Ein Film von Carsten Diercks (mit Filmmaterial von H. Hauser, 43 Min.)
- Heinrich Klemme: Die Pamir (1959).[205][206][207] Unter Verwendung von Filmmaterial von W. P. Bloch (1952) und Heinrich Hauser (1930). 88 Minuten, ISBN 3-9807235-9-3 (Inzwischen auch als DVD, schwarzweiß und Color-Szenen)